# Джинджолия, Сократ Рачевич
Сократ Рачевич Джинджолия (род. 11 декабря 1937, с. Агубедиа, Очамчирский район, Абхазская АССР) — абхазский государственный деятель, премьер министр и министр иностранных дел Абхазии (1993—1994), депутат Верховного Совета Абхазии, затем Народного собрания Абхазии (1991—2002), спикер Народного собрания (1994—2002).

## Биография
Окончил отделение русского языка и литературы филологического факультета Сухумского педагогического института. В 1956—1959 годах служил в Советской Армии. После увольнения в запас работал на Тварчальской ГРЭС, в 1967 избран секретарём Ткварчальского горсовета. С 1985 года стал работать в Ткварчальском горкоме КПСС, стал заведующим отделом агитации и пропаганды. В 1988—1992 годах — главный редактор газеты «Ткварчальский горняк».
В 1991 году избран депутатом Верховного Совета, в 1992 году стал заместителем председателя ВС Абхазии. В 1993 году назначен премьер-министром. Возглавлял официальную делегацию Абхазии на мирных переговорах в Женеве.
Избран спикером парламента — Народного собрания — первого и второго созывов (1991—2001). В 2002 году баллотировался в парламент третьего созыва, но неудачно.

## Семья
Женат. Имеет двух детей.

## Награды
- Орден «Честь и слава» I степени (9 декабря 2022 года, Абхазия) — за весомый вклад в национально-освободительное движение в Абхазии  и становление Абхазской государственности[3]
- Орден «Честь и слава» II степени (2002 год, Абхазия)[4]
- Орден Дружбы (14 мая 2010 года, Россия) — за большой вклад в укрепление дружбы и сотрудничества между Российской Федерацией и Республикой Абхазия[5]